# Lithobius araitoensis
Lithobius araitoensis är en mångfotingart som beskrevs av Masatoshi Takakuwa 1939. Lithobius araitoensis ingår i släktet Lithobius och familjen stenkrypare. Inga underarter finns listade i Catalogue of Life.